# Paroo-Darling-Nationalpark
Der Paroo-Darling-Nationalpark ist ein Nationalpark im Nordwesten des australischen Bundesstaates New South Wales. Der Park besteht aus vier separaten Gebieten im Outback. Der nördlichste Teil liegt im ariden Einzugsbereich des Paroo River östlich von White Cliffs, der mittlere im Bereich der Mündung des Paroo River in den Darling River nordöstlich von Wilcannia (einschließlich der Seen Peery Lake und Poloko Lake) und die beiden westlichen im Gebiet westlich und nordwestlich dieser beiden Seen.
Der Paroo-Darling-Nationalpark wurde nach dem Kauf von sieben Grundstücken in den Jahren 2000 bis 2003 durch die Regierung von New South Wales unter Mithilfe des National Reserve System Program gebildet. Der Nordteil bei White Cliffs umfasst die früheren Schafzuchtstationen Arrowbar, Peery und Mandalay. Heute umfasst der Park eine Fläche von 178.053 Hektar.
Der Peery Lake und der Poloko Lake und ihre angrenzenden Feuchtgebiete sind Teil des Überschwemmungsgebietes des Paroo River und wichtig für die Wildtiere. Der Peery Lake bedeckt bei hohem Wasserstand 5026 Hektar und ist damit der größte der Überschwemmungsseen des Paroo River. Dieser See bietet Lebensraum für Wasservögel und hält, wenn er komplett gefüllt ist, sein Wasser mehrere Jahre lang. Ist der See leer, so ist er die einzige Stelle des großen artesischen Beckens in New South Wales, an der Quellen auf einem Seegrund zu sehen sind.
Der Park liegt in einer Landschaft aus grauem Lehm mit Trockenrissen und roten Sandbergen entlang der Flussauen des Darling Rivers.
Das Erbe der Aborigines wurde hier bewahrt und zeigt einen Lebensstil aus einer Zeit vor vielen Tausenden von Jahren. Man sieht Feuerstellen, Steinwerkzeuge und beschnitzte Bäume, die ihre Rinde lassen mussten.
Zugang zu diesem Nationalpark besteht über unbefestigte Straßen aus White Cliffs oder Wilcannia. Das Besucherzentrum in White Cliffs hält aktuelle Informationen zum Nationalpark bereit.
Das Zelten ist auf dem Coach and Horses Campground an der ehemaligen Wilga Station etwa 50 Kilometer östlich von Wilcannia erlaubt.